# Partido Democrático de Anguila
El Partido Democrático de Anguila es un partido político en Anguila. En las elecciones del 21 de febrero de 2005, el partido fue parte del Frente Unido de Anguila, el cual obtuvo 38,9% del voto popular y cuatro de los siete escaños electos.

## Resultados electorales
| Año  | Votos | %    | Escaños | +/– | Posición |
| ---- | ----- | ---- | ------- | --- | -------- |
| 1989 | 934   | 25,2 | 1/7     | 1   | 3.º      |
| 1994 | 1 348 | 31,0 | 2/7     | 1   | 2.º      |
| 1999 | 1 579 | 32,9 | 2/7     | 0   | 2.º      |
| 2000 | 536   | 11,4 | 1/7     | 1   | 3.º      |